# П’ятницьке (Торопецький район)
П’ятницьке (рос. Пятницкое) — присілок в Торопецькому районі Тверської області Російської Федерації.
Населення становить 104 особи. Входить до складу муніципального утворення Скворцовське сільське поселення.

## Історія
Від 2005 року входить до складу муніципального утворення Скворцовське сільське поселення.

## Населення
| 2010 |
| ---- |
| 104  |